# J.J Mall
De J.J Mall is een groot winkelcentrum, voorzien van airconditioning, gelegen in het centrum van Chatuchak, een district van Bangkok. Het winkelcentrum bevindt zich naast de weekendmarkt (J.J Market). Het hele gebied werd één vast gebouw en alle winkelgebieden werden met elkaar verbonden. Het winkelcentrum gebruikt de slogan "Everything For You" (Thai: ทุกอย่างสำหรับคุณ). Het winkelcentrum heeft zeven verdiepingen, bestaande uit vier verdiepingen behorende tot het winkelcentrum en drie tot de parkeerplaats, die ruimte biedt voor ruim 2.000 voertuigen. J.J Mall heeft, verdeeld over het hele gebied, meer dan 1200 winkels.